# 1941 en photographie
| Années de la photographie : 1938 - 1939 - 1940 - 1941 - 1942 - 1943 - 1944    |
| Décennies de la photographie : 1910 - 1920 - 1930 - 1940 - 1950 - 1960 - 1970 |

Cet article présente les faits marquants de l'année 1941 en photographie.

## Événements
- Création au Canada de l'Unité de film et de photographie de l'Armée canadienne dans l'objectif de documenter les opérations militaires de la Seconde Guerre mondiale[1].
- Le club photographique Tampei, basé à Osaka au Japon, cesse ses activités.
- Le photographe allemand Hans Namuth, réfugié à Paris depuis 1933, gagne Marseille et, avec l'aide du journaliste Varian Fry et de son Emergency Rescue Committee, peut s'enfuir aux États-Unis[2].
- La photographe américaine Toni Frissell se porte volontaire pour la Croix-Rouge américaine, travaille pour la Huitième Air Force, et devient la photographe officielle du Women's Army Corps ; elle se rend à deux reprises sur le front européeen, et prend des milliers de photographies d'infirmières, de soldats en première ligne et d'aviateurs[3].

## Photographies notables
- Ansel Adams, Moonrise, Hernandez, Nouveau-Mexique, photographie en noir et blanc représentant la ville d'Hernandez au Nouveau-Mexique sous les nuages éclairés par le coucher de soleil, et au-dessus la lune se détachant sur le ciel sombre[4].

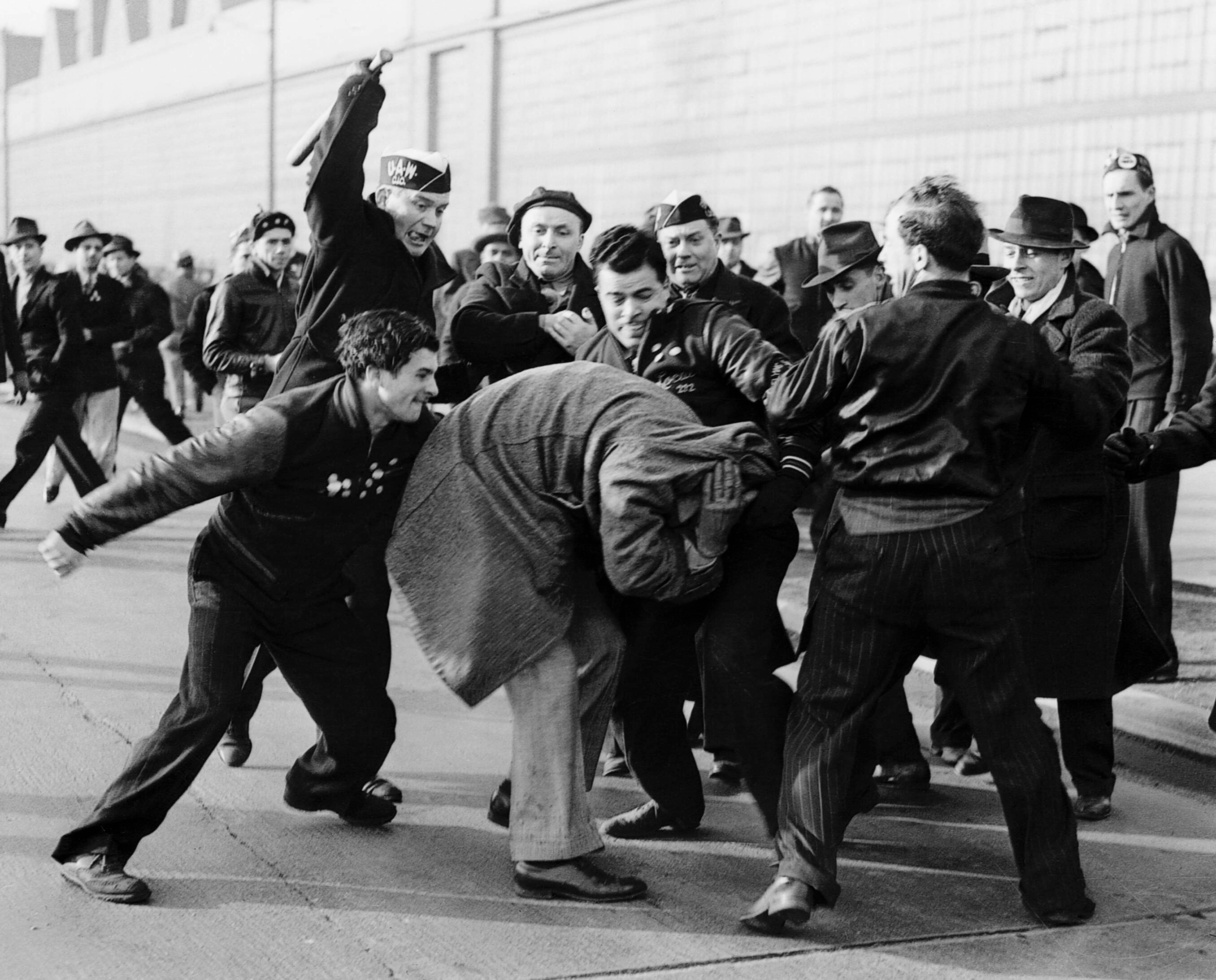
Milton Brooks, Ford Strikers Riot.

- Milton Brooks, photographe au Detroit News, Ford Strikers Riot, photographie montrant un briseur de grève se faisant rosser par des ouvriers syndiqués de l'United Auto Workers à Detroit devant l'usine Ford.

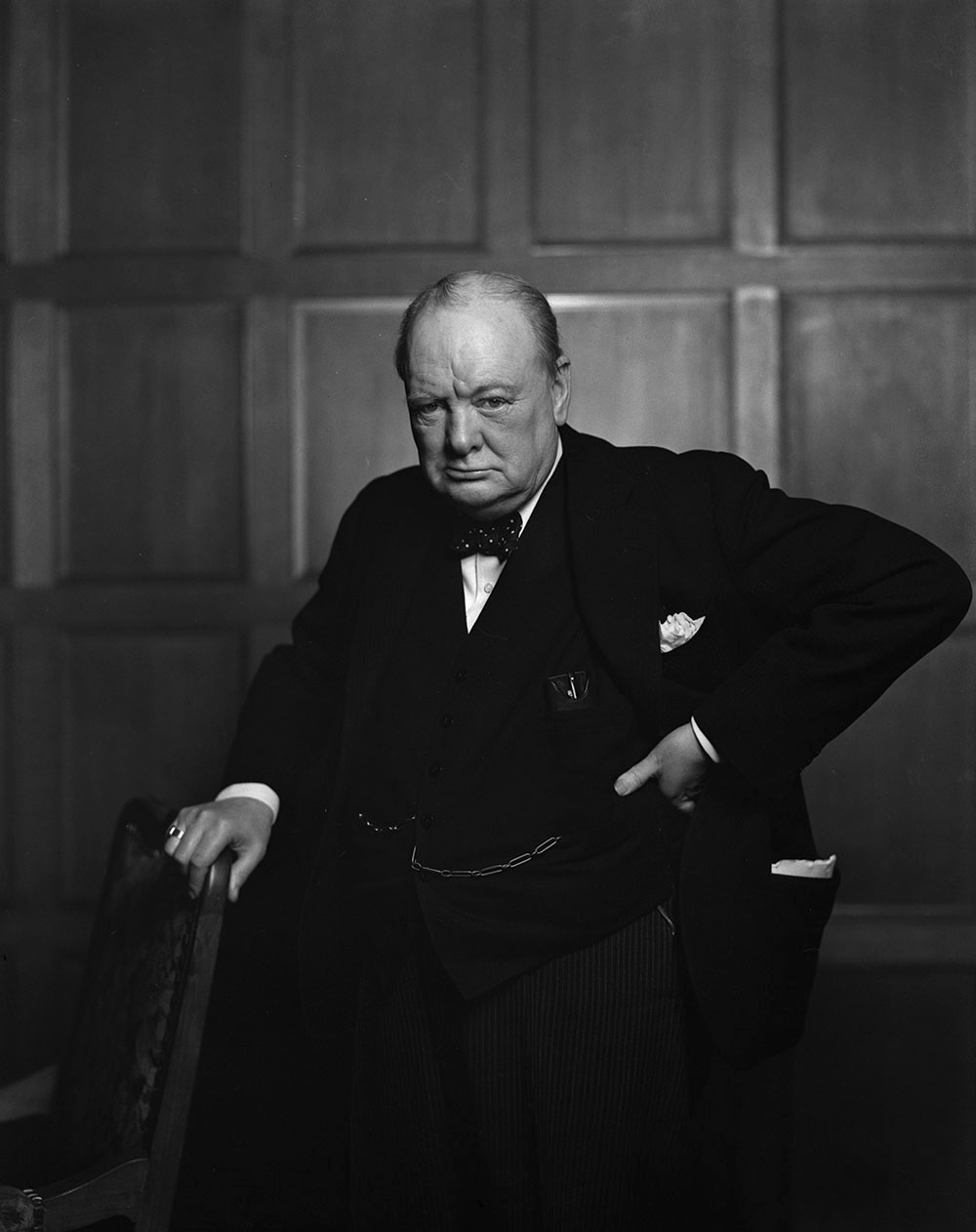
Yousuf Karsh, The Roaring Lion.

- 30 décembre : Yousuf Karsh, Le Lion rugissant (The Roaring Lion), portrait photographique en noir et blanc de Winston Churchill, réalisé dans l'édifice du Centre, bâtiment principal du Parlement du Canada à Ottawa[5].

## Livres de photographies

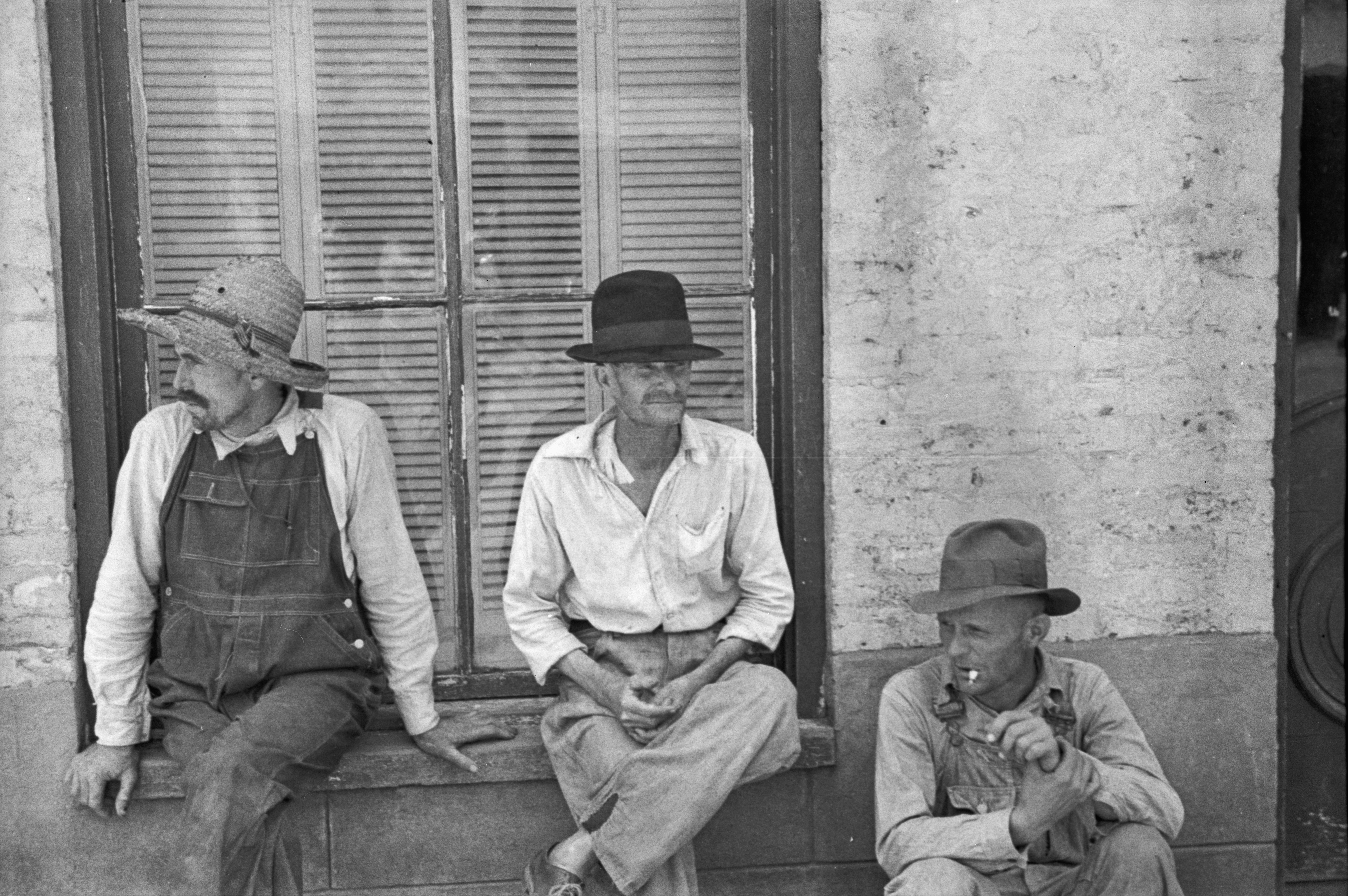
Walker Evans, Frank Tengle, Bud Fields et Floyd Burroughs, trois métayers à Hale County en Alabama, une des photographies de Louons maintenant les grands hommes.

- Louons maintenant les grands hommes (en anglais : Let Us Now Praise Famous Men), texte de James Agee et photographies de Walker Evans ; c'est l'aboutissement d'une commande passée en 1936 par le magazine Fortune sur les conditions des familles de métayers dans le Sud des États-Unis pendant le Dust Bowl suivant la Grande Dépression[6],[7],[8].
- Laure Albin Guillot, La Cantate du Narcisse, Paris, Artra : texte de Paul Valéry, vingt photographies de Laure Albin-Guillot, tirage limité à 30 exemplaires (Lire en ligne).
- Barbara Morgan, Martha Graham : sixteen dances in photographs, New York, Duell, Sloan et Pearce, 160 p., ouvrage consacré à la danseuse Martha Graham[9].
- Emmanuel Sougez, Notre-Dame de Paris, Paris, Éditions Tel : 49 photographies, notices en français, anglais et allemand.

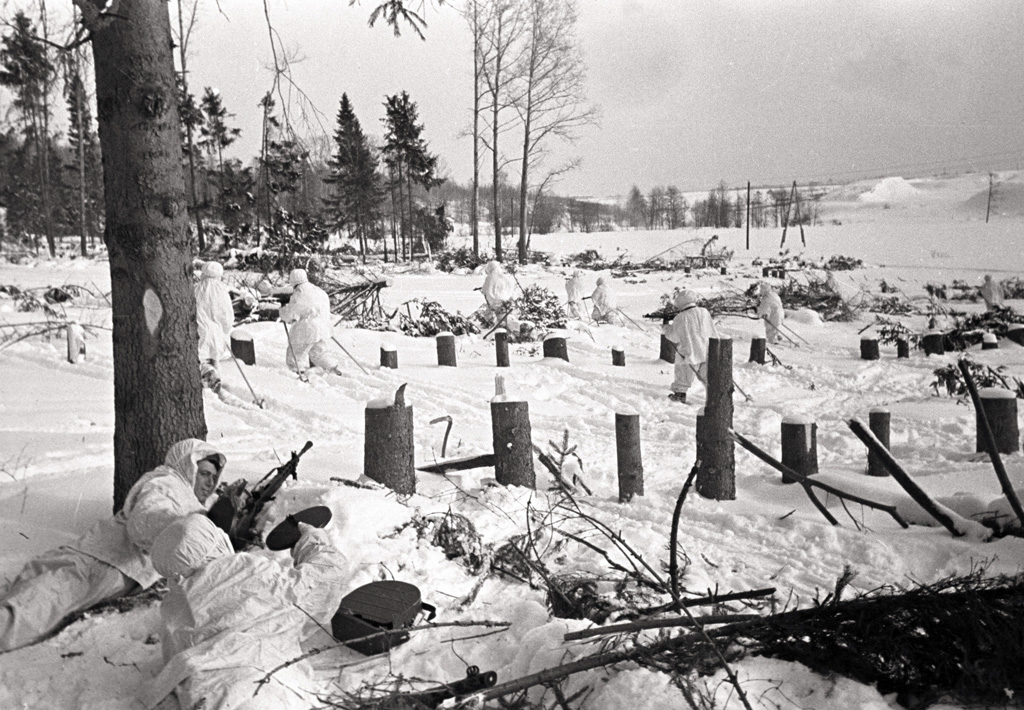
Oleg Knorring, Soldats russes en tenue de camouflage lors de la Bataille de Moscou, décembre 1941.

## Films sur la photographie
- 24 octobre : Donald photographe (Donald's Camera), court métrage d'animation américain des studios Disney avec Donald Duck.

## Naissances
- 1er janvier : Guido Guidi, photographe italien.
- 2 janvier : Paz Errázuriz, photographe chilienne.
- 21 janvier : Sue Williamson, artiste et photographe sud-africaine.
- 11 février : Yoo Byung-eun dit Ahae, photographe japonais, mort le 12 juin 2014.
- 13 février : Bruno Barbey, journaliste et reporter-photographe français, mort le 9 novembre 2020.
- 20 mars : Pavel Banka, photographe tchèque.
- 14 avril : Nina Raginsky, photographe canadienne.
- 18 avril : Michel Médinger, photographe luxembourgeois, mort le 14 janvier 2025.
- 12 mai : Guy Le Querrec, photographe français.
- 18 mai : Claudine Maugendre, photojournaliste et éditrice française, morte le 1er mars 2017.
- 7 juin : Tony Ray-Jones, photographe britannique, mort le 13 mars 1972.
- 21 juin : Judy Dater, photographe américaine.
- 6 juillet : 
  - Hubert van Es, photographe néerlandais, mort le 15 mai 2009.
  - Agathe Gaillard, galeriste française, qui a ouvert à Paris en 1975 la première galerie d'art en France entièrement dédiée à la photographie, morte le 13 juin 2025.
- 22 août : Serge Chirol, photographe français, lauréat en 1970 du Prix Niépce, mort le 28 juillet 2016.
- 25 août : Harry Gruyaert, photographe belge, membre de l'agence Magnum.
- 29 août : Sibylle Bergemann, photographe allemande, morte le 1er novembre 2010.
- 24 septembre : Linda McCartney, photographe américaine, morte le 17 avril 1998.
- 30 septembre : Jean-Pierre Ducatez, photographe français, lauréat en 1969 du Prix Niépce.
- 16 octobre : Oldřich Škácha, photographe tchèque, mort le 29 mars 2014.
- 14 novembre : Brian Astbury, photographe sud-africain, mort le 5 mars 2020.
- 17 novembre : Sarah Moon, photographe française.
- 5 décembre : Régis Durand, universitaire français, critique d’art et commissaire d'exposition, spécialisé dans le domaine de la photographie, mort le 25 août 2022.
- 28 décembre, Jean-Louis Nou, photographe français, lauréat en 1975 du Prix Niépce, mort le 28 avril 1992.

- Date précise inconnue ou non renseignée :
  - Olivia Parker, photographe américaine.
  - Marie-Christine Schrijen, photographe franco-hollandaise, morte le 17 octobre 1924.
  - Victoria Schultz, photographe et réalisatrice finlandaise.
  - Susan Unterberg, photographe américaine.
  - Nancy Wilson-Pajic, artiste plasticienne et photographe franco-américaine.

## Décès
- 10 janvier : Paul François Arnold Cardon, dit Dornac, photographe français, né le 6 janvier 1858.
- 8 mars : Carlo Anadone, peintre et photographe italien, né le 30 septembre 1851.
- 14 avril : Guillermo Kahlo, photographe mexicain d'origine allemande, né le 26 octobre 1871.
- 31 mai : Francis Meadow Sutcliffe, photographe britannique, mort le 6 octobre 1853.
- 7 septembre : Secondo Pia, avocat et photographe amateur italien, qui a pris les premiers clichés du suaire de Turin en 1898, né le 9 septembre 1855.
- 8 novembre : Benito de Frutos, religieux et photographe espagnol, né en 1871.
- 30 décembre : Lazar Lissitzky, peintre, designer, typographe et photographe russe, né le 23 novembre 1890.
- Date précise inconnue ou non renseignée :
  - Asahel Curtis, photographe américain, actif dans le Nord-Ouest Pacifique, né en 1874.
  - Mishima Tokiwa, photographe japonais, né en 1854.

## Célébrations
Centenaire de naissance
- Louise Abel
- Edmondo Behles
- Franz Benque
- Andrew Ainslie Common
- Hippolyte Délié
- Adolfo Farsari
- Albert Fernique
- Alwina Gossauer
- Alfred Hugh Harman
- Karel Klíč
- Kusakabe Kimbei
- Axel Lindahl
- Francesco Negri
- Antonio García Peris
- Eugène Pirou
- Claude-Joseph Portier
- Gabriel de Rumine